# Gyorskorcsolya a 2002. évi téli olimpiai játékokon
A 2002. évi téli olimpiai játékokon a gyorskorcsolya versenyszámait a Utah Olympic Oval pályán rendezték február 9. és 14. között. A férfiaknak és a nőknek egyaránt 5–5 versenyszámban osztottak érmeket.

## Éremtáblázat
(A rendező nemzet csapata eltérő háttérszínnel, az egyes számoszlopok legmagasabb értéke, vagy értékei vastagítással kiemelve.)
| A 2002. évi téli olimpiai játékok éremtáblázata gyorskorcsolyában | A 2002. évi téli olimpiai játékok éremtáblázata gyorskorcsolyában | A 2002. évi téli olimpiai játékok éremtáblázata gyorskorcsolyában | A 2002. évi téli olimpiai játékok éremtáblázata gyorskorcsolyában | A 2002. évi téli olimpiai játékok éremtáblázata gyorskorcsolyában | Olimpia  |
| ----------------------------------------------------------------- | ----------------------------------------------------------------- | ----------------------------------------------------------------- | ----------------------------------------------------------------- | ----------------------------------------------------------------- | -------- |
|                                                                   | Ország                                                            | Arany                                                             | Ezüst                                                             | Bronz                                                             | Összesen |
| 1.                                                                | Hollandia (NED)                                                   | 3                                                                 | 5                                                                 | 0                                                                 | 8        |
| 2.                                                                | Németország (GER)                                                 | 3                                                                 | 3                                                                 | 2                                                                 | 8        |
| 3.                                                                | Egyesült Államok (USA)                                            | 3                                                                 | 1                                                                 | 4                                                                 | 8        |
| 4.                                                                | Kanada (CAN)                                                      | 1                                                                 | 0                                                                 | 2                                                                 | 3        |
|                                                                   |                                                                   |                                                                   |                                                                   |                                                                   |          |
| 5.                                                                | Japán (JPN)                                                       | 0                                                                 | 1                                                                 | 0                                                                 | 1        |
|                                                                   |                                                                   |                                                                   |                                                                   |                                                                   |          |
| 6.                                                                | Norvégia (NOR)                                                    | 0                                                                 | 0                                                                 | 2                                                                 | 2        |
|                                                                   |                                                                   |                                                                   |                                                                   |                                                                   |          |
| Összesen                                                          | Összesen                                                          | 10                                                                | 10                                                                | 10                                                                | 30       |

## Részt vevő nemzetek
A versenyeken 23 nemzet 166 sportolója vett részt.
- Ausztria (AUT) (1)
- Belgium (BEL) (5)
- Csehország (CZE) (1)
- Dél-Korea (KOR) (12)
- Egyesült Államok (USA) (17)
- Fehéroroszország (BLR) (5)
- Finnország (FIN) (3)
- Franciaország (FRA) (1)
- Hollandia (NED) (17)
- Japán (JPN) (20)
- Kanada (CAN) (15)
- Kazahsztán (KAZ) (8)
- Kína (CHN) (12)
- Lengyelország (POL) (4)
- Lettország (LAT) (1)
- Magyarország (HUN) (2 – 1 férfi, 1 nő)
- Németország (GER) (13)
- Norvégia (NOR) (7)
- Olaszország (ITA) (8)
- Oroszország (RUS) (13)
- Románia (ROU) (2)
- Svédország (SWE) (1)
- Ukrajna (UKR) (2)

## Érmesek
A rövidítések jelentése a következő:
- WR: világrekord
- OR: olimpiai rekord

### Férfi
| A 2002. évi téli olimpiai játékok érmesei férfi gyorskorcsolyában |                                             |             |                                      |          |                                        |          |
| Versenyszám                                                       | Arany                                       | Arany       | Ezüst                                | Ezüst    | Bronz                                  | Bronz    |
| 500 m                                                             | Casey FitzRandolph · Egyesült Államok (USA) | 69,23 OR    | Simizu Hirojaszu · Japán (JPN)       | 69,26    | Kip Carpenter · Egyesült Államok (USA) | 69,47    |
| 1000 m                                                            | Gerard van Velde · Hollandia (NED)          | 1:07,18 WR  | Jan Bos · Hollandia (NED)            | 1:07,53  | Joey Cheek · Egyesült Államok (USA)    | 1:07,61  |
| 1500 m                                                            | Derek Parra · Egyesült Államok (USA)        | 1:43,95 WR  | Jochem Uytdehaage · Hollandia (NED)  | 1:44,57  | Ådne Søndrål · Norvégia (NOR)          | 1:45,26  |
| 5000 m                                                            | Jochem Uytdehaage · Hollandia (NED)         | 6:14,66 WR  | Derek Parra · Egyesült Államok (USA) | 6:17,98  | Jens Boden · Németország (GER)         | 6:21,73  |
| 10 000 m                                                          | Jochem Uytdehaage · Hollandia (NED)         | 12:58,92 WR | Gianni Romme · Hollandia (NED)       | 13:10,03 | Lasse Sætre · Hollandia (NED)          | 13:16,92 |

### Női
| A 2002. évi téli olimpiai játékok érmesei női gyorskorcsolyában |                                            |            |                                       |         |                                             |         |
| Versenyszám                                                     | Arany                                      | Arany      | Ezüst                                 | Ezüst   | Bronz                                       | Bronz   |
| 500 m                                                           | Catriona Le May Doan · Kanada (CAN)        | 74,75 OR   | Monique Garbrecht · Németország (GER) | 74,94   | Sabine Völker · Németország (GER)           | 75,19   |
| 1000 m                                                          | Chris Witty · Egyesült Államok (USA)       | 1:13,83 WR | Sabine Völker · Németország (GER)     | 1:13,96 | Jennifer Rodriguez · Egyesült Államok (USA) | 1:14,24 |
| 1500 m                                                          | Anni Friesinger-Postma · Németország (GER) | 1:54,02 WR | Sabine Völker · Németország (GER)     | 1:54,97 | Jennifer Rodriguez · Egyesült Államok (USA) | 1:55,32 |
| 3000 m                                                          | Claudia Pechstein · Németország (GER)      | 3:57,70 WR | Renate Groenewold · Hollandia (NED)   | 3:58,94 | Cindy Klassen · Kanada (CAN)                | 3:58,97 |
| 5000 m                                                          | Claudia Pechstein · Németország (GER)      | 6:46,91 WR | Gretha Smit · Hollandia (NED)         | 6:49,22 | Clara Hughes · Kanada (CAN)                 | 6:53,53 |